# Ha-Guš ha-Gadol

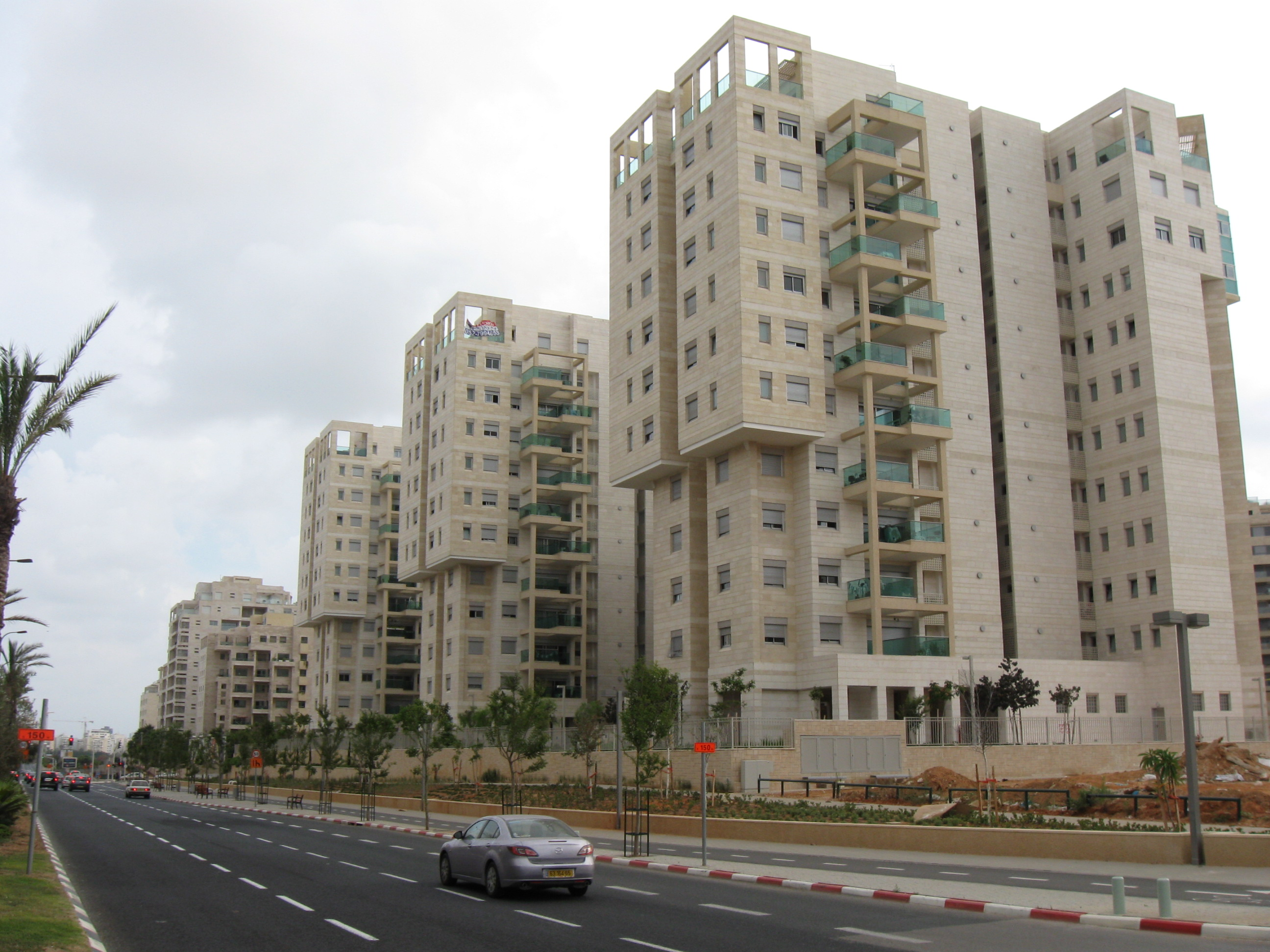
Zástavba ve čtvrti ha-Guš ha-Gadol

ha-Guš ha-Gadol (hebrejsky: הגוש הגדול, doslova Velký blok, jde o pracovní název) je čtvrť v severozápadní části Tel Avivu v Izraeli. Je součástí správního obvodu Rova 1 a samosprávné jednotky Rova Cafon Ma'arav.

## Geografie
Leží na severním okraji Tel Avivu, necelý 1 kilometr od pobřeží Středozemního moře a cca 2 kilometry severně od řeky Jarkon, v nadmořské výšce okolo 20 metrů. Na východě sousedí se čtvrtí Ramat Aviv ha-Chadaša, na západě s areálem letiště Sde Dov a na severu s fragmentem volné krajiny příbřežních písečných dun.

## Popis čtvrti
Plocha čtvrti je vymezena na severu ulicí Cvi Propes, na jihu ulicí Einstein, na východě ulicí Levi Eškol a na západě areálem Letiště Sde Dov a mořským pobřežím. Zástavba má charakter vysokopodlažních obytných budov. V roce 2007 tu žilo 4 006 obyvatel. 